# Allium lusitanicum
Ciboule vivace, Ail du Portugal, Ciboule de Saint Jacques
Espèce
Classification APG III (2009)
Statut de conservation UICN

 LC  : Préoccupation mineure
Allium lusitanicum, l'Ail des montagnes ou Ciboule vivace, est une espèce de plante herbacée vivace de la famille des Amaryllidacées.
Proche de la Ciboulette commune,  elle est également nommée : Ail du Portugal, Ciboule de Saint Jacques,, Ail douteux, Ail des collines, Ail de Lusitanie.
Les termes « Ciboule vivace » et « Ciboule de Saint-Jacques » peuvent désigner aussi Allium x cornutum,, avec laquelle elle a plusieurs points communs et qui est présente en divers lieux en Europe.

## Habitat
Allium lusitanicum est répandue dans une grande partie de l'Europe centrale, principalement dans les régions montagneuses. Elle a été signalée dans tous les pays du continent, du Portugal à l'Ukraine et à la Biélorussie (à l'exception de l'Islande, de l'Irlande, du Royaume-Uni, des Pays-Bas, de la Belgique, Luxembourg, Danemark, Finlande, Albanie et Grèce),. Elle pousse naturellement dans les pelouses sèches et les rocailles à une altitude comprise entre 200 à 2 000 m.
Lamark et De Candolle la croyaient originaire du Portugal, d'où son nom. De Candolle écrit (1802) : 

« on cultive depuis très longtemps cette plante au Jardin du Muséum d’Histoire naturelle, sous le nom d’Ail de Portugal, mais sans avoir d’autres renseignements sur son pays natal. Nous sommes d’autant plus portés à croire qu'elle est en effet originaire du Portugal, que nous nous sommes assurés par sa comparaison avec des échantillons conservés dans l’herbier de Vaillant, qu’elle est semblable à celle que Tournefort a nommée Cepa Lusitanica. »

## Description
Allium lusitanicumm est une plante vivace de 15 à 40 cm de hauteur, à souche horizontale émettant des bulbes oblongs à tunique membraneuse entière. Elle s'arrête de pousser en juin pour reprendre à la fin de l'été.
La tige longue et creuse est anguleuse au sommet, nue ou feuillée à la base. Les feuilles sont linéaires-étroites (1 à 4 mm), convexes et nervées sans carène en dessous, plus courtes que la tige. 
Les fleurs d'une teinte uniforme de rose-violet. sont petites, elles forment en ombelle multiflore serrée. Les pédicelles assez égaux, 2-3 fois plus longs que les fleurs. Le périanthe de 6 à 7 mm, ovoïde est en cloche, à divisions oblongues. Les étamines de 4 à 6 mm sont plus longues que les tépales roses pourpre. Les fleurs restent infertiles et ne produisent pas de graines. 
Les bulbes sont nombreux, très allongés, d'un brun rougeâtre assez foncé, fixés à la base sur un plateau commun.

### Phylogénie
Il était fréquent d'en faire une sous-espèce A. senescens L. subsp. montanum (F.W. Schmidt), sur la base  de leurs morphologies proche. Une analyse d'ADN (1998) a montré qu’A. lusitanicum est distincte de l'espèce asiatique A. senescens et reconstitué une phylogénie complexe. La population européenne d’A. lusitanicum (2n = 32) est proche d'A. angulosum (2n = 16) et d'A. incensiodorum (2n= 16).

### Synonymes
Allium lusinanicum a de nombreux synonymes ! A. senescens est synonyme d’A. montanum, A. serolinum, A. angulosum var. calcareum, A. calcareum, A. fallax.

## Utilisation
La multiplication de la Ciboule vivace se fait toujours au moyen de la division des touffes. Sa culture est identique à celle de la Ciboule commune.
En cuisine on l'emploie pour les mêmes usages que la ciboule, mais son goût est plus fort.